# 2022年赫爾松機場襲擊
2022年赫爾松機場襲擊為烏克蘭對俄羅斯佔領的赫爾松國際機場由2月27日至11月5日的一系列攻擊，以癱瘓當地的俄軍設施及陣地。
烏克蘭表示，俄軍將領雅科夫·列贊采夫於襲擊中被擊殺。除此之外，襲擊亦造成多名俄軍士兵死亡，並摧毀俄軍設備。俄方重大損失導致該系列襲擊成爲烏克蘭國内網路迷因。
烏軍於11月5日對該機場發動最後一次攻擊。6日後，赫爾松州右岸，包括赫爾松機場在内，被收復。

## 背景
赫爾松機場所在的喬爾諾巴伊夫卡為赫爾松與尼古拉耶夫兩市間一大要衝。該機場亦於2022年2月24日被俄軍轟炸。

## 襲擊

### 初始襲擊（2月27日至3月16日）
2月27日上午，俄軍奪取機場控制權。同日，烏克蘭使用土耳其巴伊拉克塔爾TB2無人機空襲俄軍，並發佈影片。
3月7日，烏軍聲稱成功摧毀30架俄軍直升機等軍備及人員。
3月15日, 烏軍再次襲擊在該機場内駐扎的直升機。尼古拉耶夫州州長維塔利·金宣稱該次襲擊導致俄軍士兵南逃至赫爾松市郊。
3月16日, 烏軍炮擊摧毀7至15架直升機。

### 秋季大反攻 (8月29日至11月5日)
8月29日，烏克蘭發動反攻，務求收復包括乔尔诺巴伊夫卡在内的赫爾松州右岸。
8月30及31日，赫爾松機場附近據報發生爆炸。
9月5及7日，烏軍成功損毀俄軍於機場佈置的設備。
9月18日，烏軍襲擊機場内駐扎的俄軍。
9月20日，烏軍導彈擊毀俄軍指揮所。
9月22日，烏軍擊毀俄軍於斯尼胡里夫卡方向佈置的防空炮。
10月25日，機場附近錄得兩次爆炸。 根據兩日後拍攝的衛星圖像，俄軍首次從機場撤走所有裝備。
11月3日，烏克蘭南方作戰指揮部發言人Vladyslav Nazarov宣稱烏軍擊毀俄軍嘗試撤走的裝備。
11月5日，機場再次錄得爆炸。當地居民表示俄軍徵召兵當時於機場内進行訓練。

### 光復赫爾松 (11月9日至11日)
11月9日，於「特別軍事行動」總指揮官謝爾蓋·蘇羅維金提議過後，俄羅斯防長謝爾蓋·紹伊古下令俄軍撤出包括赫爾松機場内的赫爾松州右岸。蘇羅維金表示，因赫爾松易攻難守及難以補給而做出艱難決定。
隔日，烏克蘭總統辦公室主任顧問阿列克謝·阿列斯托維奇表示對赫爾松機場的襲擊經已結束。

11月11日，烏軍收復赫爾松機場。

## 後續
於赫爾松右岸光復後，俄軍多次炮擊當地。據赫爾松州州長雅羅斯拉夫·亞努舍維奇稱，俄軍於2022年11月26日對喬爾諾巴伊夫卡的炮擊，導致一名10歲男童受傷。

## 反應
對機場内的俄軍的多次襲擊令喬爾諾巴伊夫卡成爲烏克蘭抵抗一大象徵。社交媒體上湧現大量嘲笑俄軍損失的網絡迷因。
2022年10月27日，切爾尼戈夫市政廳將市内Kovpaka Sydora街更名爲Chornobaivska街,以紀念襲擊。
烏克蘭總統澤連斯基表示「對赫爾松機場的一系列攻擊將被載入史冊」。他認爲，赫爾松機場為「俄軍無能的象徵」。